# Résolution 1426 du Conseil de sécurité des Nations unies
Membres permanents
- Chine
- États-Unis
- France
- Royaume-Uni
- Russie

Membres non permanents
- Bulgarie
- Cameroun
- Colombie
- Guinée
- Irlande
- Mexique
- Maurice
- Norvège
- Singapour
- Syrie

Résolution no 1425 Résolution no 1427
La résolution 1426 du Conseil de sécurité des Nations unies est une décision par laquelle le Conseil de sécurité recommande à l'Assemblée générale d'admettre la Confédération suisse à l'Organisation des Nations unies. Elle est adoptée le 24 juillet 2002.
L'Assemblée générale adopte par acclamation l'admission de la Suisse lors de sa séance du 10 septembre 2002,. Le pays devient ainsi le 190e État membre de l'organisation, placé entre la Suède et la Syrie.

## Contexte historique
Alors que la Suisse se tient à l'écart des Nations unies depuis longtemps, ses dirigeants  envisagent de jouer un rôle plus actif dans le concert des Nations,. En 1946, le Conseil fédéral avait refusé l'adhésion à l'ONU considérant que c'était incompatible avec la neutralité,. La Suisse avait néanmoins un statut d'observateur à l'ONU depuis 1948. En 1986, la population avait refusé le principe d'une demande d'adhésion.
La demande suisse a fait suite à une initiative populaire « Pour l'adhésion de la Suisse à l'Organisation des Nations unies (ONU) » déposée en mars 2000. Cette initiative est soutenue par plusieurs pays, dont la France par la voix du ministre des Affaires étrangères Dominique de Villepin, en particulier lors d'une interview à la Radio télévision suisse romande à New York le 10 septembre 2002,.
La Suisse est le seul pays dont la candidature à l'ONU a été précédée par un scrutin national.
Celui-ci vise à introduire un nouvel article 24 aux dispositions transitoires de la Constitution fédérale, autorisant le Conseil fédéral à déposer une demande d'adhésion au Secrétaire général des Nations unies. L'initiative est acceptée par le peuple et les cantons le 3 mars 2002 par 54 % des suffrages et une courte majorité de 11 cantons et deux demi-cantons,,,,, après que la charte des Nations unies a été approuvée par l'Assemblée fédérale le 5 octobre 2001,. L'opposition à la candidature suisse à l'ONU avait prédit des conséquences dramatiques en cas d'acceptation.
Dans l'histoire de l'État fédéral fondé en 1848, ce n'est que la cinquième fois que l'Assemblée fédérale recommande d'accepter une initiative populaire ; dans les quatre cas précédents, l'initiative avait été acceptée par le peuple.
À la suite de cette votation, la demande d'adhésion de la Suisse à l'ONU est acceptée par l'Assemblée générale le 11 septembre 2002, le pays devenant ainsi le 190e État membre de l'organisation, placé entre la Suède et la Syrie.
La question qui se posait pour les Suisses était celle de la neutralité de leur pays. Quinze ans après cette entrée aux Nations unies, Valentin Zellweger, ambassadeur de la Suisse auprès des Nations unies à Genève, affirme que le sujet ne fait plus débat en Suisse.